# Pot miru

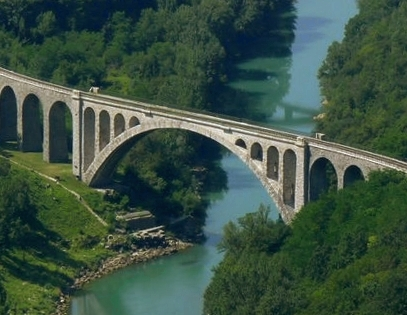
Most kolejowy w Solkan, wchodzący w skład Pot miru.

Pot miru (pol. Szlak pokoju) – szlak o długości 320 kilometrów, położony w Słowenii. W skład szlaku wchodzi 15 obiektów upamiętniających wydarzenia z okresu I wojny światowej, mające wpływ na historię Słowenii. 
Obiektami wchodzącymi w skład szlaku są: kaplica rosyjska w Vršič, cmentarz wojskowy w Koritnicy, włoska kostnica w Kobarid, włoski kościół w Ladrze, pola bitewne nieopodal wsi Krn, niemiecka kostnica w Tolminie, okopy oraz cmentarz austro-węgierski w Mengore, kościół św. Ducha w Javorcy, schrony i stanowiska bojowe na górze Sabotin, wojskowy cmentarz austro-węgierski w Solkan, linia kolejowa Bohinj oraz most kolejowy w Solkan, cmentarze wojskowe w Gorjansku, Črniče oraz Štanjel. 
Od 2016 roku Pot miru znajduje się na słoweńskiej liście informacyjnej UNESCO.